# Krzesanica (Wyspa Króla Jerzego)
Krzesanica – klif na Wyspie Króla Jerzego w Antarktyce, na północno-wschodnim krańcu Grani Panorama przy przylądku Point Thomas u zachodnich wybrzeży Zatoki Admiralicji. Klif wznosi się na wysokość ok. 120 m n.p.m. U jego południowo-wschodnich podnóży leży Polska Stacja Antarktyczna im. Henryka Arctowskiego, ku której opada zbocze Hala. Po południowej stronie klifu biegnie Potok Obserwacyjny. Nazwa klifu pochodzi od szczytu Krzesanica w Tatrach.